# 마에세츠!
마에세츠!(まえせつ！, Maesetsu!: Opening Act)는 스튜디오 고쿠미와 AXsiZ가 공동 애니메이션으로 제작한 일본 오리지널 애니메이션 TV 시리즈이다. 이 시리즈는 2020년 10월부터 12월까지 방영되었으며, 칸나즈키 하토의 만화 각색판은 2020년 7월부터 2021년 5월까지 월간 코믹 얼라이브에서 연재되었다.